# Óscar Herrera Palacios
Óscar Herrera Palacios (Santiago, 5 de septiembre de 1907-ibíd, 8 de septiembre de 1985) fue un abogado y político chileno. Se desempeñó como subsecretario del Trabajo (1953), ministro del Trabajo (1953-1954), ministro de Educación Pública (1954-1955); ministro de Salud Pública (1955); y triministro de Economía y Comercio, Hacienda y Relaciones Exteriores (1955-1956) durante el segundo gobierno del presidente Carlos Ibáñez del Campo.
Nació en 1907 en Santiago de Chile, hijo de Rafael Herrera y Rosa Palacios. Estuvo casado con Inés Hevia Morel (hija del exministro de Estado Isaac Hevia Concha), con quien tuvo cinco hijos.